# 王绍 (唐朝)
王绍（743年—815年1月13日），唐朝官员。

## 家世
王绍本名王纯，本是太原人氏，后为京兆万年人。父王端，进士，天宝年间名士，官终工部员外郎。王纯是王端的第三子，长兄王绰，为道士；次兄王纾。

## 唐德宗年间
王纯年轻时，因厚实为士人朋友所看重，吴兴郡守颜真卿器重他，取他名“纯”的意思，为他取字德素，奏授武康尉。萧复为常州刺史，辟王纯为从事。王纯曾在约大历十三年（778年）与河南转运留后兼监察御史里行戴叔伦异地唱和，戴叔伦曾作《暮春沐发晦日书怀寄韦功曹沨李录事从训王少府纯》。王纯后因丁继母忧而去职，丧满后，被累授殿中侍御史、江西观察推官。御史大夫包佶领租庸盐铁事务，也以王纯为判官。因淮西节度使李希烈作乱，江淮租输受阻，特改运路为自颍水入汴水。王纯奉包佶表文诣阙，到潼关时，正逢唐德宗西逃，王纯于是督率沿路输送的轻货（绢绫金珠等宝货），以兵剽掠刚被淮南节度使陈少游烦重征税的江淮地区，走金州（陕西安康）、商州（陕西商洛）一线，倍道经过洋州（陕西西乡）赴奉天县行在。兴元元年（784年）五月，德宗亲自慰劳，说：“六军到现在还没有换上春服，我还在穿皮裘。”王纯俯伏流涕奏道：“包佶令臣从小路进奉轻货约五十万件。”德宗认为道路远、经费急，进奉不能指望。五日后，王纯所督的钱物江、淮缯帛等相继来到，得以救难，德宗深赖之，命先赏赐将士，然后才给自己制作衣衫。
贞元八年（792年）五月，王纯在大理寺丞任上参与祭祀刚去世的包佶。贞元年间，王纯为仓部员外郎。当时刚经历过兵灾和旱蝗灾，朝廷令户部削减官员俸禄，兼收茶税等各种杂税，以备水旱灾害。王纯上任后就获诏主判仓部负责这项工作，后迁户部郎中，于十三年（797年）二月判本部事务。后又迁兵部郎中，仍判户部。七月，超拜户部侍郎，赐金紫，又加朝散大夫，十六年（800年）九月判度支。十八年（802年）八月，特迁户部尚书。当时德宗亲自执政已久，宰相已形同虚设。德宗以王纯谨密，恩遇特异，约十二年（796年）王纯在户部郎中任上时，与其他宠臣权力已超过宰相，趋附者盈门；共主理重务八年，政事大小多咨询王纯决定。王纯未曾泄漏言语，也不自矜，为政中规中矩无所发明，其实狡险搜刮民财。王纯曾邀请秘书郎李藩，说只要相见就能任用他，但李藩没有应邀。
十九年（803年）三月，王纯等五十五人奏议，请求：奉迁献祖、懿祖神主祔德明、兴圣庙，别增两室奉安神主；请求于德明、兴圣庙垣内权设幕屋为二室，暂安神主；等增修的庙室完成了，再以礼迁祔神主入新庙；每至禘祫之年，各自于本室行飨礼。获准。从此唐太祖恢复了东向的方位。
德宗末年，王纯数次称赞兵部郎中潘孟阳之才，使得潘孟阳不到四十岁就被提拔为权知户部侍郎。
德宗曾问大臣的兄弟中谁可任用，左右说了王纾和韩皋之兄韩群。于是德宗擢王纾为右补阙。

## 唐顺宗、唐宪宗年间
永贞元年（805年）唐顺宗即位后，其宠信的度支盐铁副使王叔文开始夺王纯之权，三月，拜王纯为兵部尚书，实为排挤。四月，皇子广陵王李淳（即后来的唐宪宗）被改名李纯、册立为皇太子，王纯为避讳请求改名王绍。此举遭到时人非议，认为皇太子也是人臣，东宫属官改名避讳是应该的，不是其属官而改名则是谄媚，王纯此举不是以礼事上。李藩认为历代不识大体的大臣一旦坏了规矩就正不过来了，不足为怪。王绍表殿中侍御史元季方为度支员外郎。十二月，王绍被除授检校吏部尚书、东都留守、判都省事、兼御史大夫，充东都畿汝州都防御使。
唐宪宗元和元年（806年）十一月，武宁军节度使张愔因病请求代任，王绍迁检校尚书右仆射、兼徐州刺史、兼御史大夫、武宁军节度支度营田兼徐、泗、宿、濠等州观察处置等使，即领濠、泗二州在武宁军管下。自从张愔被徐州军推为帅之后，徐州兵骄难治，王绍修辑军政，徐州军也喜于新得二州，没有作乱，人心得安。二年（807年）六月，监军使孟升卒，王绍送其丧柩还京，给券于乘驿，在邮舍安放丧柩，官吏不敢阻止。此举受到监察御史元稹的弹劾，被法办。四年（809年），奏请于宿州置开元观。
六年（811年）入觐，被征拜兵部尚书，七年（812年）正月，权兼判户部事。五月，与判度支卢坦、盐铁使王播等奏请允许商人于户部、度支、盐铁三司换钱，禁止和约束贮藏钱导致钱不能流通的行为，获准。但即使实施每千钱增给百钱的政策，也没有商人到来，钱重帛轻的局面也没有改观。八年（813年）九月，奏请折籴（折价买入）粟，获准。九年（814年）十二月，王绍卒于长安永乐里家中，赠左仆射，谥敬。十年（815年）八月四日，葬于万年县洪固乡，与其妻合葬。

## 家庭

### 祖上
- 高祖父王景肃，澧州刺史
- 曾祖父王威，德州司马
- 祖父王思献，襄阳令
- 父王端，因王纯显贵，得累赠礼部尚书[1]
- 母李氏，城门郎李韶之女，累赠陇西郡太夫人[5][6]

### 妻
- 赠西河郡夫人相里氏，故河南少尹知府事赠工部侍郎相里造的长女，卒于795年

### 子
三子：
1. 长子王元泰，曾任门下省典仪
2. 次子王元质，剑南东川节度掌书记、大理评事、摄监察御史
3. 三子王元弼，曾任右威卫仓曹参军[1][5][6]

### 女
1. 崔弘礼妻[41]